# Роберт Ніколетті
Роберт Ніколетті — духівник згромадження Мілес Єзу.

## Життєпис
Отець Роберт Ніколетті — американець італійського походження, народжений у Нью-Йорку.
У 1992 році отець Роберт Ніколетті отримав благословення від Папи Римського.
Церква священномученика Йосафата і всіх українських мучеників — греко-католицький храм у Львові, на вулиці Довбуша, 24. При храмі діє спільнота Мілес Єзу, заснована в США. 1993 року костел передано згромадженню Мілес Єзу (Воїнства Христового), а 1996 року освячено як греко-католицьку церкву священномученика Йосафата і всіх українських мучеників. 2002 року чеською маляркою Мілою Міною виконано новий стінопис. Настоятелем храму був отець Роберт Ніколетті. Спільнота Мілес Єзу не є монашим чином. Це мирянський інститут богопосвяченого життя. Його членами є миряни, які працюють на звичайних роботах та у повсякденному житті намагаються реалізувати покликання кожного християнина до святості. Також членами спільноти можуть бути священики. Члени спільноти є католиками східного та західного обрядів. У 2013 році Роберт Ніколетті був обраний на чотирирічний термін генеральним директором спільноти Мілес Єзу та проживає у Римі. Він часто відвідує спільноту Мілес Єзу в Україні та надалі виконує певні душпастирські функції.
| Персоналії | Це незавершена стаття про особу. Ви можете допомогти проєкту, виправивши або дописавши її. |